# 292 a.C.
Il 292 a.C. (CCXCII a.C. in numeri romani) è un anno  del III secolo a.C.

## Eventi
- Ad Atene si interrompono le liste degli arconti propriamente detti: a questo corrisponde la progressiva decadenza politica della città.
- Roma
  - Consoli Decimo Giunio Bruto Sceva II e Quinto Fabio Massimo Gurgite